# Vlag van Neerpelt
De vlag van Neerpelt werd door de gemeenteraad op 18 mei 1981 officieel vastgesteld als de gemeentelijke vlag van de Belgisch Limburgse voormalige gemeente Neerpelt. Op 30 november 1981 werd hij door het koninklijk besluit bevestigd en uiteindelijk gepubliceerd op 13 januari 1982 en opnieuw op 4 januari 1995 in het officiële Belgisch Staatsblad.
Officieel wordt de vlag beschreven als:
Tien even hoge banen van geel en van rood met op het midden een wit schild met twee rode beurtelings gekanteelde dwarsbalken.
De gele en rode banen is gelijk aan het wapen van het graafschap Loon, terwijl het schild het wapen van Land van Arkel toont.
In 2019 is Neerpelt samen met Overpelt opgegaan in de gemeente Pelt. De vlag is daardoor als gemeentevlag komen te vervallen.

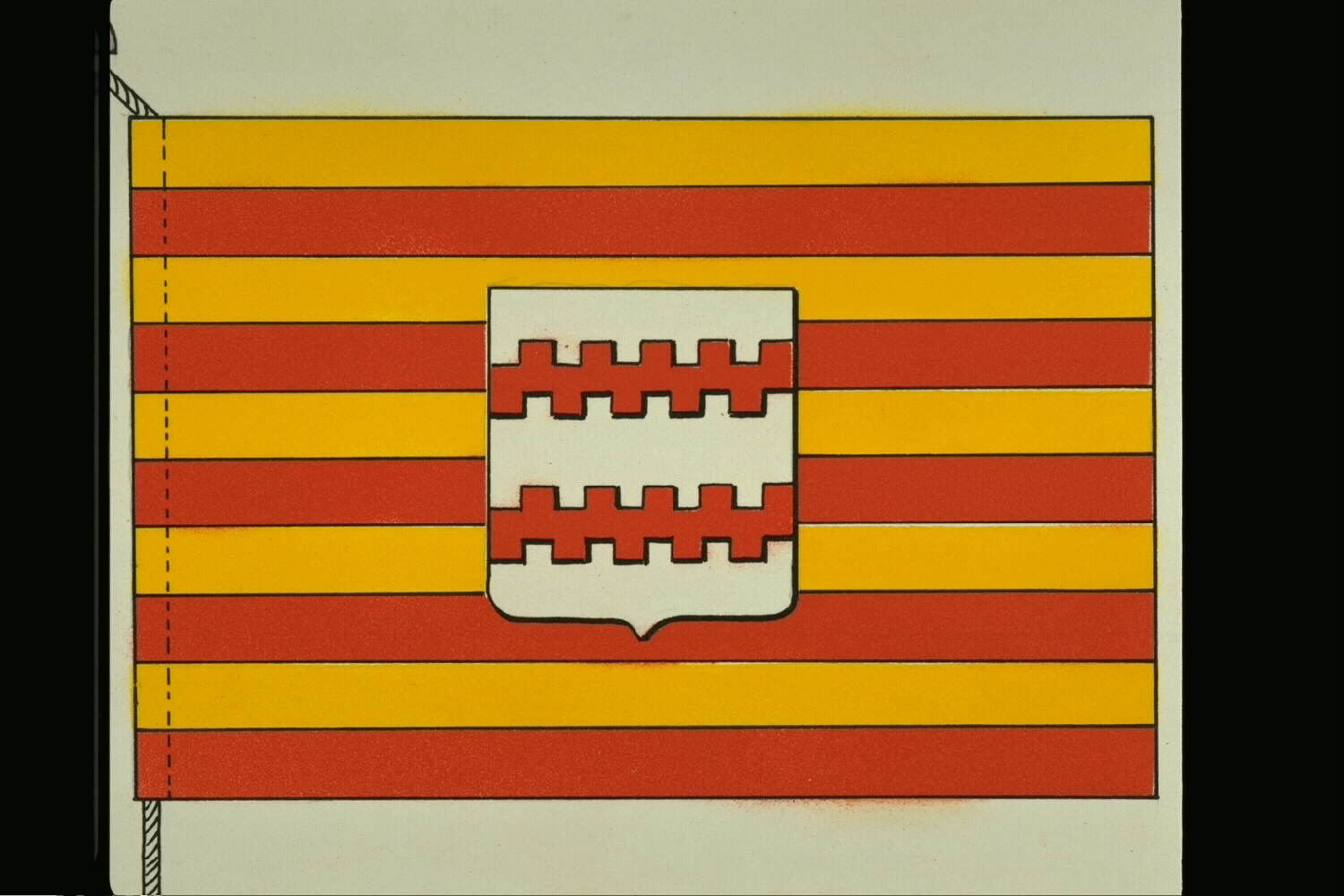
Officiële tekening van de vlag
Het wapen van de familie Van Arkel en het Land van Arkel.
Het wapen van Loon en alle afgeleide wapens daarvan.